# قائمة البعثات الدبلوماسية في بروناي

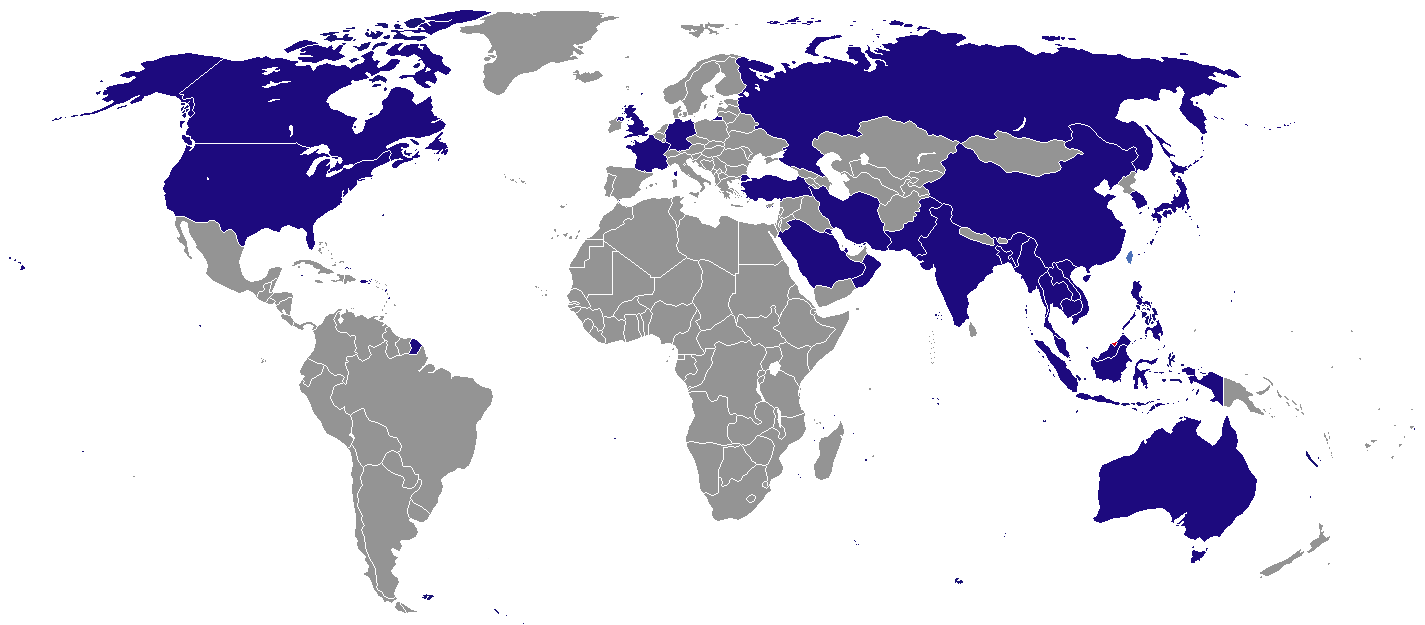
خريطة البلدان التي لها بعثات دبلوماسية في بروناي

هذه قائمة بالبعثات الدبلوماسية في بروناي. بندر سري بكاوان، العاصمة، تستضيف 29 من السفارات، ولدى 100 بلدا والمفوضية الأوروبية بعثات دبلوماسية معتمدة من عواصم أخرى.

## سفارات/مفوضيات سامية
بندر سري بكاوان
| - أستراليا - بنغلاديش - كمبوديا - كندا - الصين - فرنسا - ألمانيا - الهند - إندونيسيا - إيران - اليابان - كوريا الجنوبية - الكويت - لاوس - ماليزيا | - ميانمار - عُمان - باكستان - الفلبين - قطر - روسيا - السعودية - سنغافورة - تايلاند - تيمور الشرقية - تركيا - المملكة المتحدة - الولايات المتحدة - فيتنام |

## بعثات
- جمهورية الصين (مكتب تايبيه الاقتصادي والثقافي)[1]

## سفارات غير مقيمة
مقيمة في كوالالمبور ما لم يذكر خلاف ذلك.
| - أفغانستان - ألبانيا - الجزائر (جاكرتا) - أنغولا - الأرجنتين - أرمينيا (جاكارتا) - النمسا - أذربيجان - البحرين (طوكيو) - بيلاروس (بكين) - بلجيكا (سنغافورة) - البوسنة والهرسك - بنين (طوكيو) - بوتان (نيودلهي) - البرازيل - بلغاريا - بوركينا فاسو (طوكيو) - تشاد (الرياض) - تشيلي - كولومبيا - كرواتيا - كوبا - جمهورية التشيك (جاكارتا) - قبرص (نيودلهي) - الدنمارك (سنغافورة) - الإكوادور - مصر - غينيا الاستوائية (بكين) - إثيوبيا (سول) - الاتحاد الأوروبي (جاكارتا) - فنلندا - فيجي - غانا - اليونان (جاكارتا) - غواتيمالا (نيويورك) | - غينيا - الكرسي الرسولي - المجر (سنغافورة) - آيسلندا (طوكيو) - العراق - أيرلندا (سنغافورة) - إيطاليا (سنغافورة) - الأردن (جاكارتا) - كازاخستان - كوريا الشمالية (جاكارتا) - لبنان (بكين) - ليسوتو (بكين) - ليبيريا (بكين) - ليبيا - جزر المالديف - مالاوي (طوكيو) - مالي (طوكيو) - جزر مارشال (ماجورو) - موريشيوس - المكسيك (سنغافورة) - منغوليا (فيينتيان) - مولدوفا (بكين) - المغرب - موزمبيق (جاكارتا) - ناميبيا (بكين) - نيبال (بانكوك) - هولندا (سنغافورة) - نيوزيلندا - نيكاراغوا (طوكيو) - النيجر (الرياض) - نيجيريا - النرويج - فلسطين | - بنما (مانيلا) - بابوا غينيا الجديدة (مانيلا) - باراغواي (طوكيو) - بيرو (سنغافورة) - بولندا - البرتغال (جاكارتا) - رومانيا - السنغال (داكار) - سيشل (بكين) - الصومال - صربيا (جاكارتا) - سيراليون (طهران) - سلوفاكيا (جاكارتا) - جنوب إفريقيا - إسبانيا - سريلانكا (سنغافورة) - السودان - إسواتيني - السويد (سنغافورة) - سويسرا (سنغافورة) - سوريا - تنزانيا - تركمانستان - تونس (جاكارتا) - أوغندا (طوكيو) - أوكرانيا (سنغافورة) - الإمارات العربية المتحدة (جاكارتا) - الأوروغواي - أوزبكستان - فنزويلا - اليمن (جاكارتا) - زامبيا (طوكيو) - زيمبابوي |